# Тадзима, Гоки
Гоки Тадзима (род. 27 июля 1997) — японский дзюдоист, четырёхкратный чемпион мира по дзюдо.

## Карьера
Гоки Тадзима борется в весовой категории до 90 килограммов. В 2017 году он стал чемпионом мира среди юниоров. В 2022 и 2023 годах Тадзима становился чемпионом мира в смешанном командном разряде в составе японской сборной.
Гоки выиграл титул чемпиона Японии в среднем весе в 2023 и 2024 годах. На Азиатских играх 2023 года в Ханчжоу Тадзима выбыл в 1/8 финала.
Весной 2024 года на предолимпийском чемпионате мира, который состоялся в Объединённых Арабских Эмиратах, Тадзима завоевал золотую медаль. В финале он одолел соперника из Сербии Неманью Майдова. В смешанном командном турнире в составе Японии Гоки также праздновал победу, став четырёхкратным чемпионом мира. 
В июне 2025 года на чемпионате мира в Будапеште в весовой категории до 90 кг завоевал серебряную медаль. В схватке за титул уступил своему соотечественнику Сансиро Мурао. 